# 穴の谷の霊水

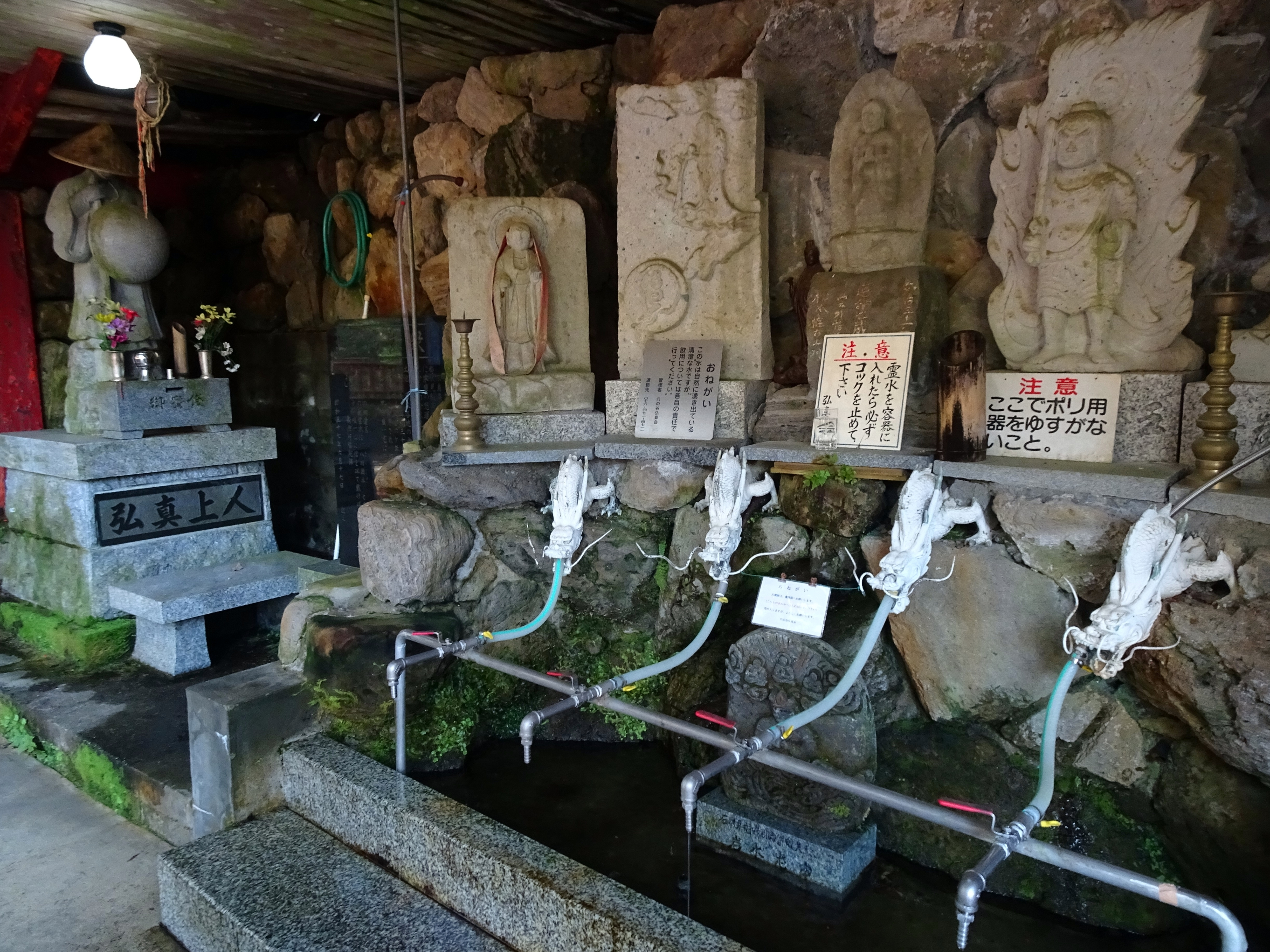
穴の谷の霊泉湧水口

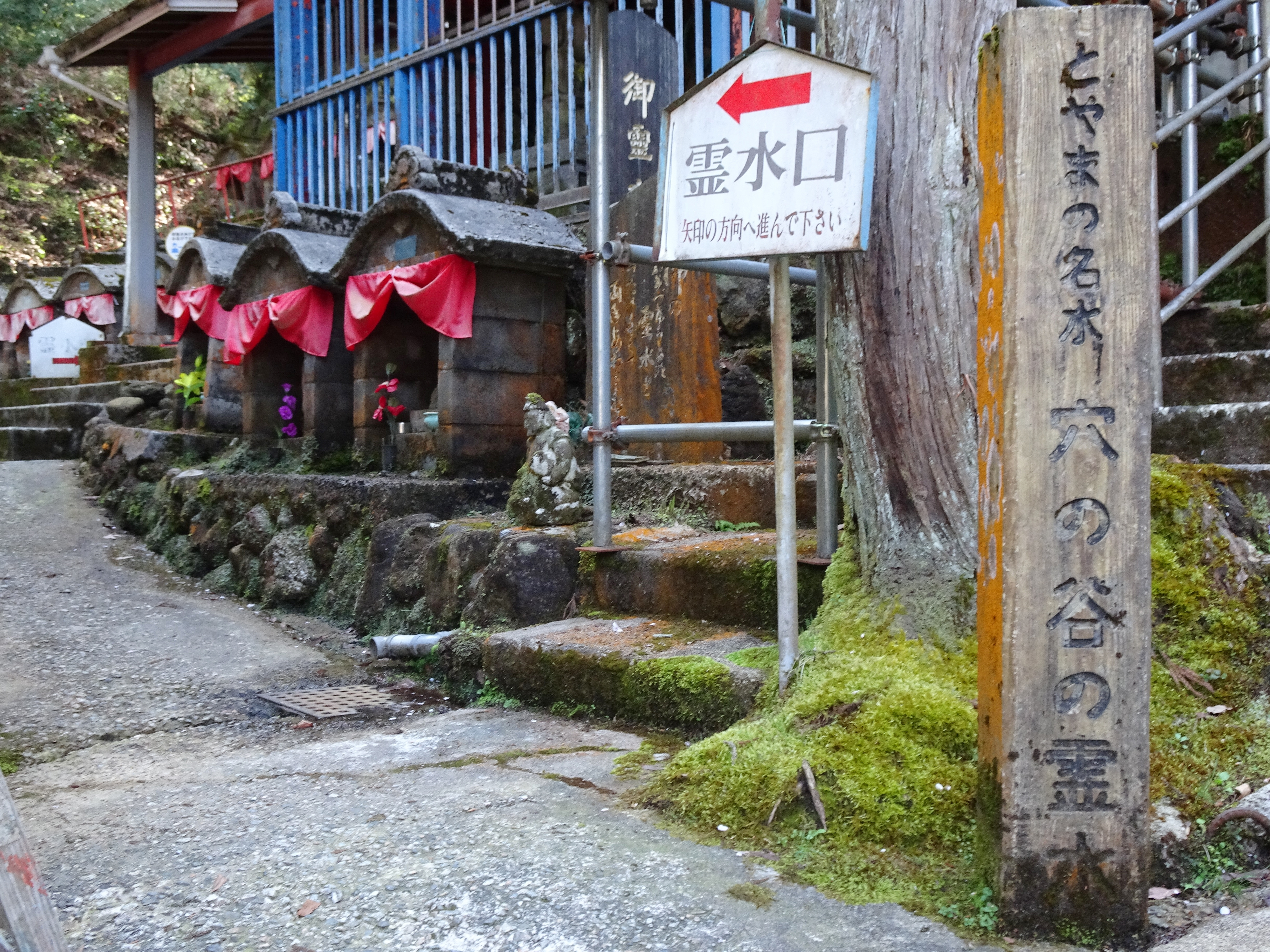
穴の谷の霊泉湧水場

穴の谷の霊水（あなんたんのれいすい）は、富山県中新川郡上市町黒川の「穴の谷霊場」境内に湧水する伏流水である。1985年（昭和60年）名水百選に選定された。

## 概要
剱岳を源にする早月川と大辻山（標高1,361m）を源にする上市川の間の丘陵地にあり、近隣には国の史跡に指定されている上市黒川遺跡群、尾根を挟み東福寺野自然公園がある。湧水は豊かな森林に包まれた108段の石の階段を下りた谷の、薬師如来を祀る洞窟内に湧いている。古来より白蛇伝説が伝わり、山中に踏み入る者がいなかったとの言い伝えがあり、近世になって修験者が霊場として整備し、今では多くの参拝客や観光客が訪れている。

## 交通
- 富山地方鉄道本線上市駅下車 タクシー15分
- 富山県道146号五位尾上中町線 黒川